# Unterseeboot 405
L'Unterseeboot 405 ou U-405 est un sous-marin allemand (U-Boot) de type VIIC utilisé par la Kriegsmarine pendant la Seconde Guerre mondiale.
Le sous-marin fut commandé le 16 octobre 1939 à Dantzig (Danziger Werft), sa quille fut posée le 8 juillet 1940, il fut lancé le 4 juin 1941 et mis en service le 17 septembre 1941, sous le commandement du Korvettenkapitän Rolf-Heinrich Hopman.
L'U-405 coula deux navires marchands pour un total de 11 841 tonneaux et trois navires de guerre pour un total de 361 tonnes au cours des huit patrouilles qu'il effectua. Le sous-marin a également participé à neuf Rudeltaktik.

## Conception
Unterseeboot type VII, l'U-405 avait un déplacement de 769 tonnes en surface et 871 tonnes en plongée. Il avait une longueur totale de 67,10 m, un maître-bau de 6,20 m, une hauteur de 9,60 m et un tirant d'eau de 4,74 m. Le sous-marin était propulsé par deux hélices de 1,23 m, deux moteurs Diesel Germaniawerft M6V 40/46 de 6 cylindres en ligne de 1 400 ch à 470 tr/min, produisant un total de 2 060 à 2 350 kW en surface et de deux moteurs électriques Siemens-Schuckert GU 343/38-8 produisant un total 550 kW, en plongée. Le sous-marin avait une vitesse en surface de 17,7 nœuds (32,8 km/h) et une vitesse de 7,6 nœuds (14,1 km/h) en plongée. Immergé, il avait un rayon d'action de 80 nautiques (150 km) à 4 nœuds (7,4 km/h; 4,6 nœuds) et pouvait atteindre une profondeur de 230 m. En surface son rayon d'action était de 8 500 nautiques (soit 15 700 km) à 10 nœuds (19 km/h).
L'U-405 était équipé de cinq tubes lance-torpilles de 53,3 cm (quatre monté à l'avant et un à l'arrière) qui contenait quatorze torpilles. Il était équipé d'un canon de 8,8 cm SK C/35 (220 coups) et d'un canon antiaérien de 20 mm Flak. Il pouvait transporter 26 mines TMA ou 39 mines TMB. Son équipage comprenait 49 sous-mariniers.

## Historique
Le 28 février 1943, au sud-ouest de l'Islande, il coula le liberty ship américain SS Wade Hampton de 7 176 tonneaux du convoi HX 227, en route vers Mourmansk. Lors de son naufrage il transportait des munitions, des armes et des denrées alimentaires. Le même jour, il coula également deux PT boats soviétiques. (RPT-1 et RPT-3).
Neuf jours plus tard, il coula le navire norvégien Bonneville du convoi SC 121 en route vers Liverpool, et le navire de guerre HMS LCT-2341, transportant des barges de débarquement (Landing craft tank).
Lors de sa septième patrouille, seulement deux jours après avoir quitté Saint-Nazaire, il fut attaqué à 19 h 24 dans le golfe de Gascogne par des bombardiers Britanniques Handley Page Halifax du Coastal Command. L'U-Boot fut touché par des bombes provoquant une fuite d'huile qui ne peut être réparée en mer, le capitaine abandonna la patrouille le 12 mai. Pendant son retour, le 18 mai, au nord-ouest du cap Finisterre, l'U-405 fut bombardé à nouveau, cette fois par un bombardier Short S.25 Sunderland Australien, il s'en réchappa sans dommage.
Après quelques réparation, il entama sa huitième et dernière patrouille. Le 1er novembre 1943, le destroyer USS Borie lança des charges de profondeur, ce qui fit remonter le sous-marin de force.Le destroyer l'éperonna et des échanges de coups de feu eurent lieu. Ce fut un combat naval unique, car des armes de petits calibres à très courte portée furent utilisées. Dans la lutte qui s'ensuivit, une dizaine de marins allemands périrent lors de tentatives désespérées d'utiliser le canon de pont de 8,8 cm SK C/35. À ce stade, environ 35 des 49 membres d'équipage furent tués ou perdus en mer. Le Borie fut également gravement endommagé, tandis que le sous-marin était encore capable de manœuvrer à vitesse réduite malgré la tempête.

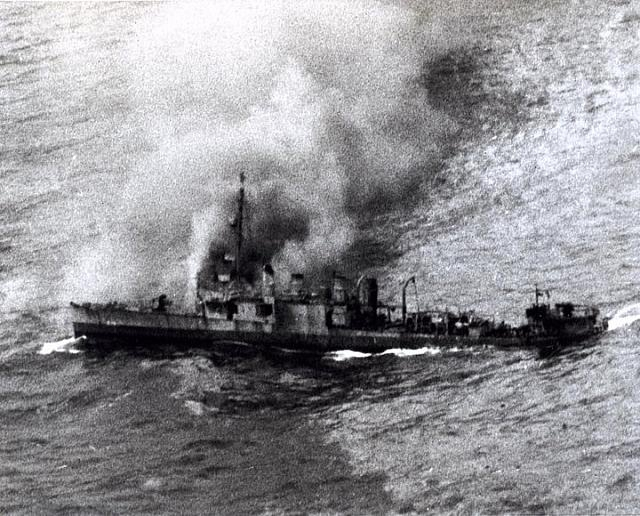
Naufrage de l'USS Borie le lendemain de la bataille contre lU-405, le 2 novembre 1943.

Les 14 marins restant signalèrent leurs reddition lorsque le sous-marin commença à couler. L'amiral Hutchins donna l'ordre de cesser le feu et de les secourir. Le dernier à quitter le submersible portait une casquette d’officier. L’U-405 coule lentement par l’arrière à 2 h 57. Il explose sous l’eau, probablement à cause des charges de sabordage posées par le dernier officier, à la position 49° 00′ N, 31° 14′ O.
L’équipage du Borie a aperçu les survivants lancer des fusées de détresse et a manœuvré pour tenter de les récupérer. Il s’est avéré que les Allemands signalaient un autre sous-marin en surface, qui a répondu avec sa propre fusée. Une vigie du Borie a signalé qu’une torpille passait à proximité venant ce sous-marin. L'USS Borie n’a eu d’autre choix que de se protéger en s’éloignant. Il a été forcé de naviguer à travers les radeaux de l’U-405 alors qu’il se détournait de l’autre U-Boot. Les hommes sur les radeaux ont tiré une autre fusée Very alors que le Borie s’éloignait en zigzag. Aucun survivant allemand n’a jamais été récupéré par les deux camps ; les 49 sous-mariniers sont morts dans cette attaque. 
Le  Borie perdit trois officiers et 27 membres d'équipage pendant la bataille et fut trop endommagé par l'éperonnage pour être remorqué jusqu'au port. Le jour suivant, l'équipage abandonna le navire, qui fut sabordé par l'USS Barry (en) et par une bombe de 500 kg larguée d'un TBF Avenger.

### Wolfpacks
L'U-405 prit part à neuf Rudeltaktik (meutes de loup) durant sa carrière opérationnelle :
- Wrangel (11-18 mars 1942)
- Strauchritter (2-5 mai 1942)
- Nebelkönig (27 juillet – 14 août 1942)
- Trägertod (12-18 septembre 1942)
- Borée (19 novembre – 9 décembre 1942)
- Neptun (18 février – 3 mars 1943)
- Westmark (6-11 mars 1943)
- Siegfried (25-27 octobre 1943)
- Siegfried 1 (27-30 octobre 1943)

## Affectations
- 8. Unterseebootsflottille du 17 septembre 1941 au 28 février 1942 (Flottille d'entraînement).
- 1. Unterseebootsflottille du 1er mars 1942 au 30 juin 1942 (Flottille de combat).
- 11. Unterseebootsflottille du 1er juillet 1942 au 28 février 1943 (Flottille de combat).
- 6. Unterseebootsflottille du 1er mars 1943 au 1er novembre 1943 (Flottille de combat).

## Commandement
- Korvettenkapitän Rolf-Heinrich Hopman du 17 septembre 1941 au 1er novembre 1943

## Navires coulés
| Date            | Nom          | Nationalité       | Tonnage | Sort  |
| --------------- | ------------ | ----------------- | ------- | ----- |
| 28 février 1943 | RPT-1        | Marine soviétique | 35      | Coulé |
| 28 février 1943 | RPT-3        | Marine soviétique | 35      | Coulé |
| 28 février 1943 | Wade Hampton | États-Unis        | 7 176   | Coulé |
| 9 mars 1943     | Bonneville   | Norvège           | 4 665   | Coulé |
| 9 mars 1943     | HMS LCT 2341 | Royal Navy        | 291     | Coulé |